# Schefflera delavayi
Schefflera delavayi är en araliaväxtart som först beskrevs av Adrien René Franchet, och fick sitt nu gällande namn av Hermann August Theodor Harms. Schefflera delavayi ingår i släktet Schefflera och familjen araliaväxter. Inga underarter finns listade.